# Pasta alla Norma

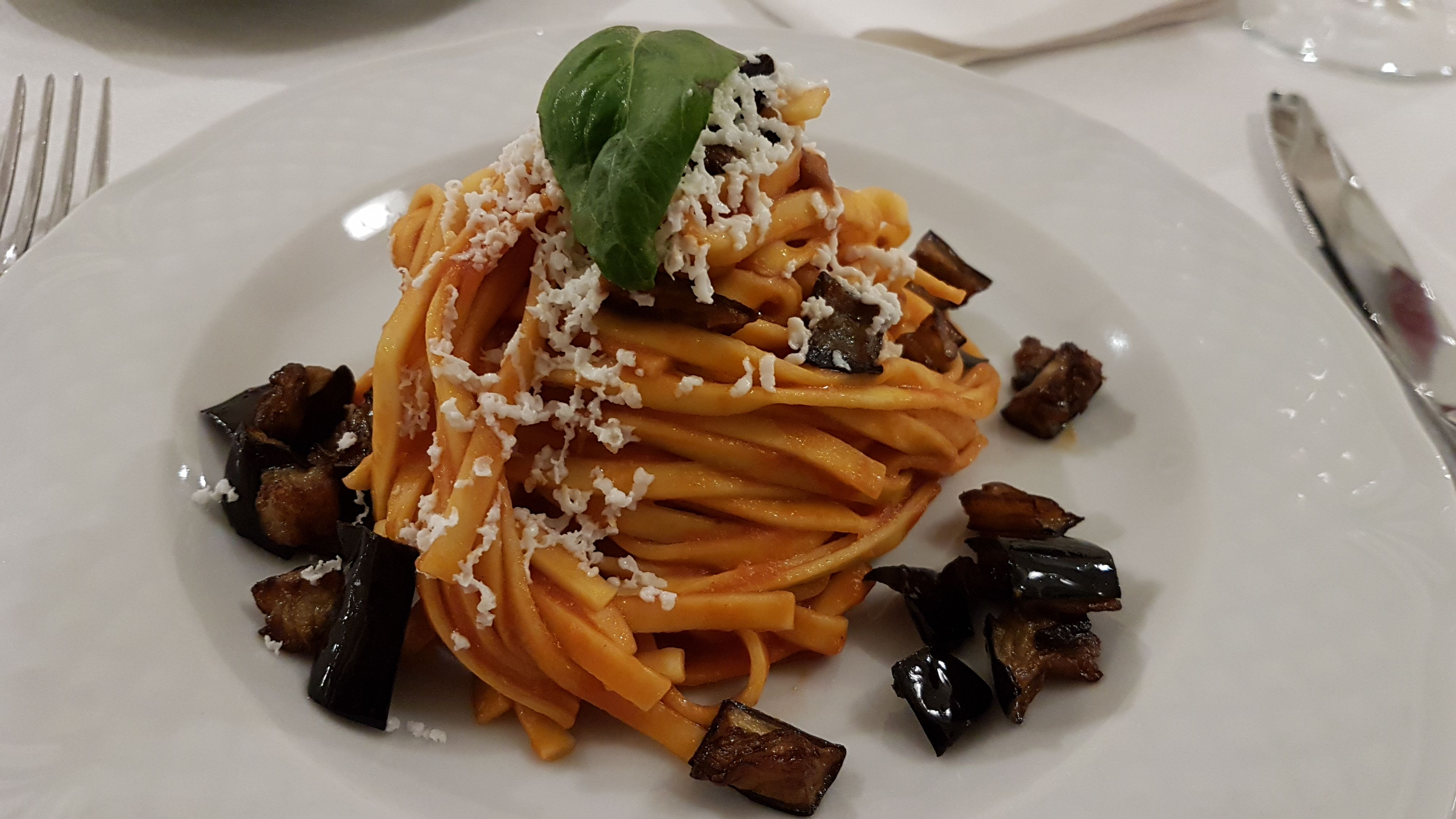
Pasta alla Norma

Pasta alla Norma ist ein Pastagericht der sizilianischen Küche. Grundlage sind meist Makkaroni, gelegentlich auch Penne oder Penne rigate oder Spaghetti (Spaghetti alla Norma). Weitere Zutaten sind in heißem Olivenöl schwimmend ausgebackene Auberginenscheiben, zerkleinerte Tomaten, frisches Basilikum und Ricotta salata, ein für Sizilien typischer Schafskäse.
Das Gericht ist seit dem 19. Jahrhundert bekannt. Zur Entstehung des Namens existiert die Legende, dass ein sizilianischer Koch so begeistert von der Oper Norma des in Catania geborenen Komponisten Vincenzo Bellini war, dass er sein Gericht danach benannte. Die Farben der fünf Zutaten werden auch als Symbol für die italienische Trikolore in Verbindung mit den Farben der Stadt Catania interpretiert. Das frische Basilikum steht für das Grün des Landes, die Pasta für das Weiß der Gleichheit und die Tomaten für das Rot der Brüderlichkeit. Das Schwarz der Auberginen und das Weiß des Ricotta Salata symbolisieren die von Lava und von Schnee bedeckten Hänge des Ätna.  